# غراهام كينغستون
غراهام كينغستون (بالإنجليزية: Graham Kingston)‏ (1 نوفمبر 1950 في المملكة المتحدة - ) هو لاعب كريكت بريطاني. لعب مع نادي مقاطعة غلاموركن للكريكت ‏.